# Kepplerhöhle
Die Kepplerhöhle war eine Höhle in Balve, Sauerland, und befand sich im Hönnetal.

## Geschichte
Im Jahre 1910 wurden erste Höhlenverzweigungen beim Bau der Hönnetalbahn entdeckt. 1919 wurden durch Sprengungen weitere große Teile der Höhle erschlossen. Durch einen engen Gang kam man in die Untere Höhle, die 14 Meter lang, 10 Meter breit und 7 Meter hoch war. Eine Verbindung zur Oberen Höhle, die im Durchmesser und in der Höhe 6 Meter hatte, gab es durch nach oben verlaufende schlauchartige Klüfte.
Die Höhle war Fundstätte zahlreicher Knochen vom Höhlenlöwen, die sich im Heimatmuseum der Stadt Menden befinden.
Um 1920 wurde die Kepplerhöhle zerstört.